# Холандија на Светском првенству у атлетици на отвореном 2013.
Холандија је на 14. Светском првенству у атлетици на отвореном 2013. одржаном у Москви од 10. до 18. августа, учествовала четрнаести пут, односно учествовала је на свим првенствима до данас. Репрезентацију Холандије представљало је 23 такмичара (14 мушкараца и 9 жена) у 12 дисциплина (9 мушких и 5 женских).,
На овом првенству Холандија је по броју освојених медаља делила 24. место са две медаље (сребрна и бронзана). Оборена су два национална рекорда, постигнути су три национална резултата сезоне, пет личних и тринаест најбољих личних резултата у сезони. У табели успешности према броју и пласману такмичара који су учествовали у финалним такмичењима (првих 8 такмичара) Холандија је са 6 учесника у финалу делила 17. место са 24 бода.
| Плас. | Земља     | 1. место | 2. место | 3. место | 4. место | 5. место | 6. место | 7. место | 8. место | Бр. финал. | Бод. |
| ----- | --------- | -------- | -------- | -------- | -------- | -------- | -------- | -------- | -------- | ---------- | ---- |
| =17.  | Холандија | 0        | 1        | 1        | 0        | 2        | 0        | 1        | 1        | 6          | 24   |

## Учесници
Учествовало је 23 такмичара (14 мушкараца и 9 жена).
| Мушкарци: - Чуранди Мартина — 100 м, 200 м, 4 × 100 м - Грегири Седок — 110 м препоне - Брајан Маријано — 4 × 100 м - Лимарвин Боневасија — 4 × 100 м - Хенсли Паулина — 4 × 100 м - Џелер Фелер — 4 × 100 м - Jorén Tromp — 4 × 100 м - Michel Butter — Маратон - Ерик Каде — Бацање диска - Douwe Amels — Скок увис - Игнисиус Гајса — Скок удаљ - Елко Синтниколас — Десетобој - Ингмар Вос — Десетобој - Pelle Rietveld — Десетобој | Жене: - Морин Костер — 1.500 м - Susan Kuijken — 5.000 м - Кадене Васел — 4 × 100 м - Madiea Ghafoor — 4 × 100 м - Јамиле Самуел — 4 × 100 м - Nicky van Leuveren — 4 × 100 м - Tessa van Schagen — 4 × 100 м - Дафне Схиперс — Седмобој, 4 × 100 м - Надин Брурсен — Седмобој |  |

## Освајачи медаља

### Сребро (1)
- Игнисиус Гајса — Скок удаљ

### Бронза (1)
- Дафне Схиперс — Седмобој

## Резултати

### Мушкарци
| Атлетичар                                                                                    | Дисциплина    | Лични рекорд        | Предтакмичење   | Предтакмичење   | Квалификације | Квалификације | Полуфинале           | Полуфинале   | Финале                | Финале            | Детаљи |
| Атлетичар                                                                                    | Дисциплина    | Лични рекорд        | Резултат        | Место           | Резултат      | Место         | Резултат             | Место        | Резултат              | Место             | Детаљи |
| -------------------------------------------------------------------------------------------- | ------------- | ------------------- | --------------- | --------------- | ------------- | ------------- | -------------------- | ------------ | --------------------- | ----------------- | ------ |
| Чуранди Мартина                                                                              | 100 м         | 9,91 (+0.7 м/с) НР  | с л о б о д а н | с л о б о д а н | 10,17 КВ      | 2. у гр. 2    | 10,09                | 4. у гр. 3   | Није се квалификовао  | 12 / 54 (56)      |        |
| Чуранди Мартина                                                                              | 200 м         | 19,85 (+1.4 м/с) НР |                 |                 | 20,37 КВ      | 2. у гр. 2    | 20,13 кв             | 3. у гр. 3   | 20,35                 | 7 / 55 (56)       |        |
| Грегири Седок                                                                                | 110 м препоне | 13,37               | 13,50 кв ЛРС    | 4. у гр. 3      | 13,54         | 8. у гр. 2    | Није се квалификовао | 13 / 33 (34) |                       |                   |        |
| Брајан Маријано Чуранди Мартина Лимарвин Боневасија Хенсли Паулина Џелер Фелер* Jorén Tromp* | 4 х 100 м     | 38,29 НР            | 38,41 кв НРС    | 3. у гр. 3      |               |               | 38,37 НРС            | 5 / 22 (23)  |                       |                   |        |
| Michel Butter                                                                                | Маратон       | 2:09:58             |                 |                 |               |               |                      |              | Није завршио трку     | Није завршио трку |        |
| Ерик Каде                                                                                    | Бацање диска  | 67,30               |                 |                 | 62,14         | 7. у гр. Б    |                      |              | Нису се квалификовали | 14 / 30           |        |
| Douwe Amels                                                                                  | Скок увис     | 2,28                | 2,17            | 12. у гр. А     | 25 / 32 (34)  |               |                      |              | Нису се квалификовали |                   |        |
| Игнисиус Гајса                                                                               | Скок удаљ     | 8,43                | 7,89 кв         | 6. у гр. Б      | 8,29 НР       |               |                      |              |                       |                   |        |

- Атлетичари у штафети означени звездицама били су резерве и нису учествовали у трци штафете.

#### Десетобој
| Атлетичар        | Дисциплина | 100 м     | Даљ      | БКу   | Вис      | 400 м | 110 м пр.       | Диск              | СМ                | БКо               | 1.500 м           | Укупно            | Пласман           | Белешка |
| ---------------- | ---------- | --------- | -------- | ----- | -------- | ----- | --------------- | ----------------- | ----------------- | ----------------- | ----------------- | ----------------- | ----------------- | ------- |
| Елко Синтниколас | Резултат   | 10,85     | 7,65 ЛР  | 14,08 | 2,02     | 48,25 | 14,18           | 39,21             | 5,30              | 56,75 ЛРС         | 4:24,64 ЛРС       | 8.391 ЛРС         | 5 / 25 (34)       |         |
| Елко Синтниколас | Бодови     | 894       | 972      | 733   | 822      | 897   | 951             | 649               | 1.004             | 689               | 780               | 8.391 ЛРС         | 5 / 25 (34)       |         |
| Ингмар Вос       | Резултат   | 10,98 ЛРС | 7,45 ЛРС | 13,81 | 2,05 ЛРС | 51,02 | дисквалификован | није завршио трку | није завршио трку | није завршио трку | није завршио трку | није завршио трку | није завршио трку |         |
| Ингмар Вос       | Бодови     | 865       | 922      | 717   | 850      | 768   | дисквалификован | није завршио трку | није завршио трку | није завршио трку | није завршио трку | није завршио трку | није завршио трку |         |
| Pelle Rietveld   | Резултат   | 11,15     | 6,68     | 13,21 | 1,90 ЛРС | 48,67 | 14,37           | 38,06             | 5,10 ЛР           | 64,38             | 4:35,94 ЛРС       | 7.840 ЛРС         | 21 / 25 (34)      |         |
| Pelle Rietveld   | Бодови     | 827       | 739      | 680   | 714      | 877   | 927             | 625               | 972               | 804               | 706               | 7.840 ЛРС         | 21 / 25 (34)      |         |

### Жене
| Атлетичарка                                                                                     | Дисциплина | Лични рекорд | Квалификације | Квалификације | Полуфинале            | Полуфинале  | Финале                | Финале      | Детаљи |
| Атлетичарка                                                                                     | Дисциплина | Лични рекорд | Резултат      | Место         | Резултат              | Место       | Резултат              | Место       | Детаљи |
| ----------------------------------------------------------------------------------------------- | ---------- | ------------ | ------------- | ------------- | --------------------- | ----------- | --------------------- | ----------- | ------ |
| Морин Костер                                                                                    | 1.500 м    | 4:06,50      | 4:08,99 кв    | 9. у гр. 1    | 4:08,15               | 10. у гр. 1 | Није се квалификовала | 17 / 37     |        |
| Susan Kuijken                                                                                   | 5.000 м    | 15:04,36     | 15:34,31 кв   | 7. у гр 2     |                       |             | 15:14,70              | 8 / 21 (22) |        |
| Кадене Васел Дафне Схиперс2 Madiea Ghafoor Јамиле Самуел Nicky van Leuveren* Tessa van Schagen* | 4 х 100 м  | 42,45        | 43,26 НРС     | 4. у гр. 2    | Нису се квалификовале | 13 / 17(19) |                       |             |        |

- Атлетичарке у штафети означене звездицама били су резерве и нису учествовале у трци штафете, а означене бројем 2 су учествовали и у некој од појединачних дисциплина.

#### Седмобој
| Дисциплина    | Дафне Схиперс | Дафне Схиперс | Дафне Схиперс | Дафне Схиперс | Дафне Схиперс | Дафне Схиперс |
| Дисциплина    | Лични рекорд  | Резултат      | Бод.          | Плас.         | Укупно        | Плас.         |
| ------------- | ------------- | ------------- | ------------- | ------------- | ------------- | ------------- |
| 100 м препоне | 13,27         | 13,30 ЛРС     | 1.080         | 6             |               |               |
| Скок увис     | 1,80          | 1,77 ЛРС      | 941           | 18            | 1.900         | 9             |
| Бацање кугле  | 13,89         | 12,91         | 721           | 17            | 2.742         | 9             |
| 200 м         | 22,69         | 22,84 ЛРС     | 1.095         | 1             | 3.837         | 2             |
| Скок удаљ     | 6,59          | 6,35          | 959           | 5             | 4.796         | 2             |
| Бацање копља  | 40,41         | 41,47 ЛР      | 696           | 18            | 5.492         | 3             |
| 800 м         | 2:15,52       | 2:08,62 ЛР    | 985           | 4             |               |               |
| Седмобој      |               |               |               |               | 6.477 НР      |               |

| Дисциплина    | Надин Брурсен | Надин Брурсен | Надин Брурсен | Надин Брурсен | Надин Брурсен | Надин Брурсен |
| Дисциплина    | Лични рекорд  | Резултат      | Бод.          | Плас.         | Укупно        | Плас.         |
| ------------- | ------------- | ------------- | ------------- | ------------- | ------------- | ------------- |
| 100 м препоне | 13,50         | 14,84         | 863           | 33            |               |               |
| Скок увис     | 1,90          | 1,89          | 1.093         | 2             | 1.956         | 17            |
| Бацање кугле  | 13,50         | 13,46         | 758           | 13            | 2.714         | 12            |
| 200 м         | 25,13         | 25,01 ЛР      | 886           | 30            | 3.600         | 13            |
| Скок удаљ     | 6,20          | 6,13          | 890           | 10            | 4.490         | 13            |
| Бацање копља  | 54,97         | 47,48         | 811           | 7             | 5.301         | 10            |
| 800 м         | 2:16,33       | 2:12,89 ЛР    | 923           | 12            |               |               |
| Седмобој      | 6.345         |               |               |               | 6.224         | 10 / 29 (33)  |